# Gotthard Heinrich Green

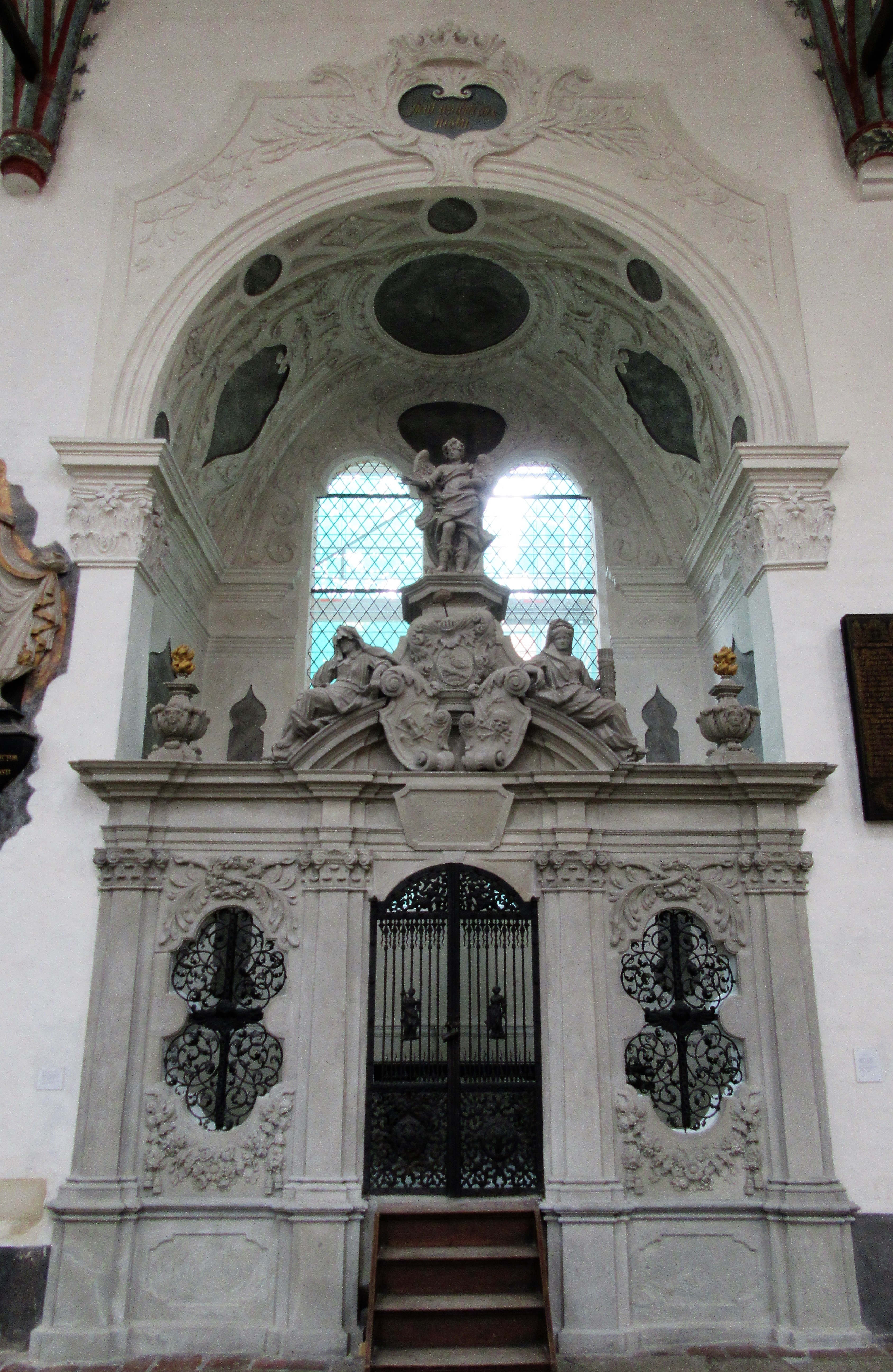
Green-Kapelle in St. Katharinen

Gotthard Heinrich Green (~ 26. Juli 1741 in Lübeck; † 17. November 1797 ebenda) war ein deutscher Kaufmann und Ratsherr der Hansestadt Lübeck.

## Leben
Gotthard Heinrich Green war der Sohn des späteren Ratsherrn und Lübecker Bürgermeisters Friedrich Green. Er unternahm wiederholt längere Reisen in das Ausland. Nach dem Tod des Vaters wurde er 1788 aus den Kreisen der Novgorodfahrer in den Lübecker Rat erwählt. Er war seit 1771 verheiratet mit Anna Catharina Lülcke, Tochter des Lübecker Kaufmanns Barthold Lülcke.
Er wurde in einer Grabkapelle am südlichen Seitenschiff  Katharinenkirche beigesetzt.